# 勒沃托洛山
勒沃托洛山是印度尼西亞的火山，位於龍布陵島中北部，行政方面由東努沙登加拉省負責管轄，海拔高度1,423米，最近一次火山爆發在1951年。

## 外部連結
- Global Volcanism Program （页面存档备份，存于）